# HOK Domaljevac
HOK Domaljevac – bośniacki klub siatkarski z Domaljevac, założony 24 marca 1980 roku. Obecnie występuje w najwyższej klasie rozgrywkowej. Klub swoje mecze rozgrywa w Orašje.

## Nazwy klubu
- Mladost
- Mladost–Veronika
- Veronika
- Pauk–Veronika Županja
- Pauk Domaljevac Županja
- HOK Domajlevac

## Sukcesy klubu
Puchar Chorwacji:
- 2. miejsce (1x): 1998
- 3. miejsce (1x): 1997

 Mistrzostwa Chorwacji:
- 3. miejsce (2x): 1998, 1999

 Puchar Bośni i Hercegowiny:
- 1. miejsce (1x): 2025
- 2. miejsce (5x): 2017, 2021, 2022, 2023, 2024

 Mistrzostwa Bośni i Hercegowiny:
- 2. miejsce (3x): 2021, 2023, 2025[1]
- 3. miejsce (2x): 2019, 2024

 Puchar Federacji Bośni i Hercegowiny:
- 1. miejsce (4x): 2020, 2021, 2022, 2023
- 2. miejsce (1x): 2024

## Rozgrywki klubowe
Klub w latach 1994–2003 uczestniczył w chorwackich rozgrywkach krajowych. W 2003 roku HOK przystąpił do rozgrywek ligowych w Bośni i Hercegowinie zaczynając od II ligi.
| Sezon     | Rozgrywki     | Osiągnięcie |
| --------- | ------------- | ----------- |
| 2014/2015 | Premijer liga | 8. miejsce  |
| 2015/2016 | Premijer liga | 7. miejsce  |
| 2016/2017 | Premijer liga | 4. miejsce  |
| 2017/2018 | Premijer liga | 4. miejsce  |
| 2018/2019 | Premijer liga | 3. miejsce  |
| 2019/2020 | Premijer liga | 3. miejsce  |
| 2020/2021 | Premijer liga | 2. miejsce  |
| 2021/2022 | Premijer liga | 4. miejsce  |
| 2022/2023 | Premijer liga | 2. miejsce  |
| 2023/2024 | Premijer liga | 3. miejsce  |
| 2024/2025 | Premijer liga | 2. miejsce  |

## Występy w europejskich pucharach
| Sezon     | Rozgrywki  | Osiągnięcie             |
| --------- | ---------- | ----------------------- |
| 1997/1998 | Puchar CEV | faza grupowa            |
| 1998/1999 | PEZP       | faza grupowa            |
| 1999/2000 | PEZP       | 2. runda kwalifikacyjna |

## Źródło
- SRETAN TI 40. ROĐENDAN „MLADOSTI“ MOJA!. (bośn.).
- HOK Domaljevac – volleybox.net. (pol.).
- BIH Volley – HOK Domaljevac. (ang.).
- Mještani izgradili odbojkaški dom - vecernji.ba. (bośn.).